# Ian Gillan
Ian Gillan (Chiswick, 19 de agosto de 1945) é um cantor e compositor britânico. Inicialmente influenciado por Elvis Presley, fundou e liderou diversos grupos locais em meados da década de 1960 e, eventualmente, reuniu-se com o Episode Six, quando o vocalista original saíra dele. Alcançou o reconhecimento comercial pela primeira vez após entrar no Deep Purple em 1969. Em julho de 1973, o cantor demitiu-se da banda, tendo comunicado antecipadamente aos empresários dela. Depois de um breve período distante da música, retomou a sua carreira com dois projetos solos, antes de juntar-se ao Black Sabbath em 1983. No ano seguinte, o Deep Purple reunira sua segunda formação e, posteriormente, lançou três novos álbuns, antes de Ian deixá-lo em 1989. Retornou ao grupo em 1992 e permanece nele desde então.
Além da contribuição para as bandas nas décadas de 1970 e 1980, fez o papel principal na ópera rock Jesus Christ Superstar de Andrew Lloyd Webber, gravou com o supergrupo Rock Aid Armenia, e envolveu-se em inúmeros investimentos e empreendimentos, incluindo um hotel, uma fabricante de motocicletas e a gravadora Kingsway Studios. Recentemente, apresentou-se em concertos solo, lançou novos álbuns com o Deep Purple, e seu trabalho e sua afeição pela Armênia, combinados à amizade constante com Tony Iommi desde a breve passagem pelo Black Sabbath, levaram-no a formar o WhoCares. A carreira solo teve recepção considerável com o box Gillan's Inn de 2006.

## Início da vida
Gillan nasceu em 19 de agosto de 1945 na Maternidade de Chiswick. Seu pai, Bill, foi negociante de uma fábrica em Londres, o qual viera de um distrito de Glasgow e desistiu dos estudos aos treze anos de idade. Sua mãe, Audrey, veio de uma família, na qual era a mais velha de quatro filhos, que todos curtiam música e canto, cujo pai tinha sido um cantor de ópera e pianista amador. Sua irmã, Pauline, nasceu em 1948. Uma das primeiras lembranças musicais do Ian foi da mãe dele tocando "Blue Rondo à la Turk" em um piano.
O cantor vivia mudando-se de residência, antes de permanecer em uma moradia pública que possuía três dormitórios na área suburbana de Cranford, em Hounslow. Na infância gostava de animais e desfrutava ler as histórias em quadrinhos sobre o Dan Dare. Seus pais divorciaram-se, após Audrey descobrir que Bill tinha iniciado um relacionamento, enquanto ele esteve no exército durante a Segunda Guerra Mundial. Ian começara a estudar no Hounslow College e permaneceu nele durante o início de sua adolescência. Foi influenciado pelo Elvis Presley, ao ouvir os discos do músico em casa e no clube local frequentado por jovens. Cursava brevemente na Acton County Grammar School (atual Acton High School) para obter o O Levels, contudo, desistiu dos estudos, após assistir a um filme de Presley e sair do cinema, decidindo que queria ser ator. Posteriormente assumiu um emprego na fábrica que manufaturava máquinas de gelo em Hounslow.

## Carreira

### Primeiros anos
A sua primeira tentativa em um grupo foi Garth Rockett and the Moonshiners, e consistia ele próprio nos vocais e na bateria ao lado do guitarrista Chris Aylmer que passou a contribuir com Bruce Dickinson mais tarde. O conjunto performava covers de canções como "Sheila" de Tommy Roe e "Apache" de The Shadow. Ian percebeu que não conseguia cantar e tocar ao mesmo tempo, então estabeleceu-se como vocalista, apresentando-se frequentemente no St. Dunstan's Hall. Posteriormente transferiu-se para a Ronnie and the Hightones, outra banda que tocava no mesmo estabelecimento, a qual foi renomeada para The Javelins após a entrada do cantor. Os integrantes performavam versões de Sonny Boy Williamson II, Chuck Berry, Jerry Lee Lewis e Little Richard, e foi o primeiro cliente de Jim Marshall, então proprietário de um comércio local direcionado para a música. The Javelins encerrou as atividades em março de 1964, com o guitarrista Gordon Fairminer deixando-o para reunir-se com a banda que seria o Sweet.
Depois da dissolução, Gillan juntou-se a um grupo de soul, Wainwright's Gentlemen, no qual incluía outro futuro integrante do Sweet, o baterista Mick Tucker. Embora tivessem apresentado-se em diversos lugares voltados à música popular local, os integrantes não obtiveram sucesso, então, por volta de abril de 1965, o cantor decidiu reunir-se com Episode Six, banda baseada em Hatch End.

### Episode Six
Ian foi contatado pela Gloria Bristow, empresária do grupo que trabalhou para Helmut Gordon, manager original de The Detours, o qual dirigiria o The Who futuramente. Substituiu Andy Ross que saíra do conjunto para casar-se, e reuniu-se com a tecladista e vocalista Sheila Carter, os guitarristas Graham Carter e Tony Lander, o baixista Roger Glover, e o baterista Harvey Shields. Gillan considera o Episode Six como sua primeira banda realmente profissional, e em seus primeiros dias, foi patrocinado pelo Tony Blackburn que ocasionalmente acompanhava o cantor ao palco. Posteriormente, além de apresentar-se no Reino Unido, também fez performances na Alemanha e em Beirute, e teve participações constantes na BBC Light Programme. Durante seu tempo no grupo, começou a compor canções ao lado do Glover, formando uma parceria duradoura.
Depois de uma cansativa turnê em Beirute, Shields deixou o grupo e foi substituído inicialmente pelo John Kerrison, e posteriormente pelo Mick Underwood. O novo baterista havia tocado no Outlaws com o Ritchie Blackmore, e foi através dele que o vocalista conheceu o Deep Purple. Em 1969, após lançar nove singles, dos quais nenhum atingira as paradas britânicas, e compreendendo que o estilo musical era muito limitado para ele, o cantor decidiu sair da banda.

### Deep Purple (1969–73)

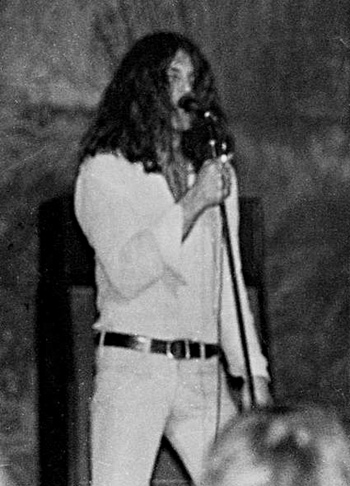
Gillan com o Deep Purple em Clemson, 15 de janeiro de 1972

Na primavera de 1969, o Deep Purple esteve entre os cinco primeiros sucessos nos Estados Unidos com "Hush", entretanto o grupo, mais precisamente Ritchie Blackmore, Jon Lord e Ian Paice definiram que o futuro deles estava no hard rock, ao invés de seguir com a sonoridade pop psicodélica dos primeiros álbuns. Em junho de 1969, os três músicos assistiram ao concerto do Episode Six em um pub, e posteriormente ofereceram ao Gillan o posto de novo vocalista, perguntando-lhe se também conhecia alguns bons baixistas. Como Glover era, a essa altura, um compositor razoavelmente experiente, também foi recrutado. Ambos foram admitidos na banda, substituindo respectivamente o Rod Evans e o Nick Simper. A formação anterior continuara a fazer diversas apresentações até o final do mês, quando Evans e Simper foram demitidos pelos empresários Tony Edwards e John Colletta em 4 de julho.
O cantor fez sua primeira performance com o Deep Purple no Speakeasy Club em West End no dia 10 de julho. Uma vez que o grupo somente estivera ensaiando por algumas semanas, os membros arriscavam-se em canções instrumentais mais antigas, como "Wring That Neck" e "Mandrake Root", para preencher o set list. Sem ciência o que fazer, Ian encontrara um par de congas no palco e decidiu tocá-las durante essas sessões. A banda seguiu ensaiando no Hanwell Community Centre. Uma das primeiras contribuições do Gillan para o grupo, durante esses ensaios, foi a melodia vocal e as letras de "Child in Time". Em Hanwell, a formação compôs o que acabaria sendo a maior parte do álbum In Rock, ainda que tivesse sido interrompida para performar no Royal Albert Hall com a Orquestra Filarmônica Real na gravação do Concerto for Group and Orchestra em setembro. Inicialmente, ao lado do Blackmore, o vocalista não estava disposto a participar da apresentação, e escreveu as letras para o segundo movimento no guardanapo em um restaurante italiano naquela tarde do evento.
Em 1970, o cantor recebeu um telefonema do Tim Rice, pedindo-lhe para fazer a parte principal de Jesus Christ Superstar, tendo ficado impressionado com a performance do Ian em "Child in Time". Depois de ensaiar algumas vezes com o Rice e o Andrew Lloyd Webber, gravou todas as suas passagens vocais em poucas horas. Posteriormente foi oferecido para interpretar o protagonista na adaptação cinematográfica de 1973. O vocalista exigiu não apenas receber 250 mil libras por sua atuação no filme, mas também insistiu, sem o consentimento de seu empresário, que a banda toda fosse paga porque as filmagens entrariam em conflito com uma turnê já agendada. Os produtores recusaram a exigência e, em vez disso, escolheram o Ted Neeley para o personagem, e Gillan continuou no Deep Purple. Depois de 1971, mais precisamente após o lançamento de Fireball, começou a ficar descontente com a sobrecarga de tarefas e que não teve algum descanso desde os primeiros ensaios em Hanwell. Envolveu-se com bebidas, e a relação entre ele e o resto do grupo tornou-se conflitante, principalmente com o Blackmore. No dia 6 de novembro de 1971, teve crise de hepatite enquanto esperava para embarcar no avião em Chicago, cancelando o restante da turnê pelos Estados Unidos.
Em dezembro de 1972, tendo lançado o Machine Head, Made in Japan, e gravado Who Do We Think We Are, Gillan concluiu que a cansativa rotina o levara à exaustão. Ao contrário de alguns integrantes da banda, o vocalista esteve insatisfeito com o Made in Japan e que não gostava de gravações ao vivo em geral. Pretendia ir ao estúdio, depois que os outros membros gravavam e finalizavam as faixas de apoio, mais precisamente do álbum Who Do We Think We Are, para fazer os vocais separadamente. Ficava desentendendo constantemente com Blackmore em relação à música, culminando que ele escrevesse "Smooth Dancer" sobre o guitarrista. Durante a turnê em Dayton, o cantor sentou-se e escreveu uma carta de demissão para os empresários do grupo, dizendo que pretendia sair dele a partir de 30 de junho de 1973.

### Pós-Deep Purple
Depois de sua saída do Deep Purple, retirou-se dos palcos para envolver-se em empreendimentos que acabaram sendo malsucedidos. O primeiro deles incluía o investimento de trezentos mil libras em um hotel próximo de Oxford. O segundo foi o projeto Mantis Motor Cycles, o qual sofreu o colapso da indústria britânica de motocicletas, em meados dos anos 1970, obrigando-o a entrar com pedido de liquidação. A oportunidade mais bem-sucedida, entretanto, veio do investimento no Kingsway Studios em 1974. Isso levou-o, em 16 de outubro de 1974, a uma apresentação ao vivo no Royal Albert para promover Butterfly Ball do Glover, substituindo o Ronnie James Dio no último momento.

### Ian Gillan Band e Gillan
Em 1975, formou o Ian Gillan Band com o guitarrista Ray Fenwick, o baterista Mark Nauseef, o baixista John Gustafson, e o tecladista Mike Moran que foi substituído inicialmente pelo Mickey Lee Soule e posteriormente pelo Colin Towns. O primeiro álbum do grupo, Child in Time, foi lançado em 1976, seguido por Clear Air Turbulence e Scarabus em 1977. A sonoridade direcionava para o jazz-rock que, embora o interesse pelo cantor, demostrou-se impopular, principalmente porque o punk rock era o gênero da moda nessa época.

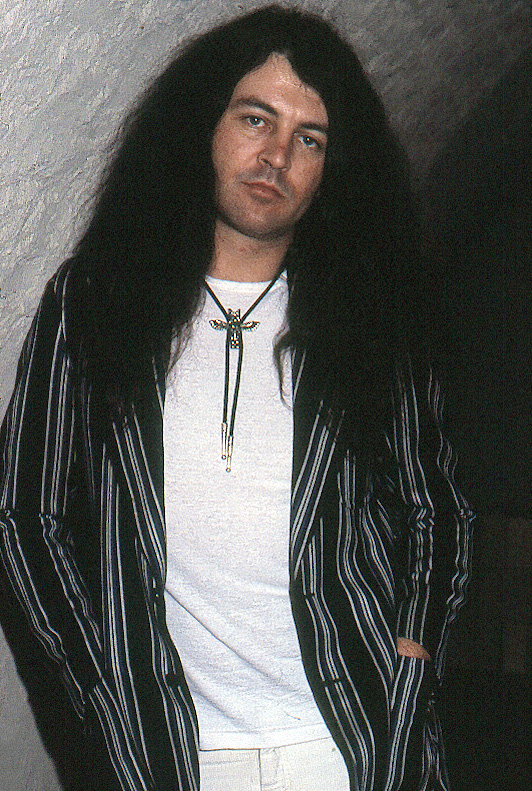
Gillan em 1983

Em 1978, fundou uma nova banda, intitulada simplesmente de Gillan, mantendo o Towns (que compôs a maior parte das canções), e recrutando o John McCoy no baixo, o Steve Byrd na guitarra, e o Pete Barnacle na bateria, dos quais os dois últimos foram substituídos rapidamente pelo Bernie Tormé, após o vocalista observá-lo tocando com o grupo de punk do instrumentista, e pelo Mick Underwood, ex-colega do Ian no Episode Six. O conjunto tinha uma sonoridade mais pesada, direcionada para o hard rock, e o lançamento de Mr. Universe (1979) fez o cantor retornar às paradas britânicas, embora a gravadora independente (Acrobat Records), na qual o álbum foi produzido tivesse falido, logo após o material ser disponível, levando-o a assinar um contrato com a Virgin do Richard Branson.
No natal de 1979, recebeu a visita do Blackmore oferecendo-lhe o posto de vocalista do Rainbow. O cantor recusou a proposta, devido à menor carga horária a qual sua banda tinha em relação com o grupo do guitarrista. Contudo, os dois músicos fizeram uma jam juntos por três noites no Marquee Club, a primeira vez que ambos dividiam um palco desde 1973. Gillan continuara com seu projeto solo, lançando Glory Road em 1980, que resultou na banda a fazer a primeira das diversas performances no Top of the Pops. Considerou o álbum como seu melhor trabalho desde Machine Head quase uma década atrás.
Depois do disco seguinte, Future Shock, Tormé foi demitido após perder a apresentação no Top of the Pops, sendo substituído pelo Janick Gers. O novo guitarrista contribuiu nas duas gravações posteriores, Double Trouble e Magic. Em 1982, Ian divulgou que o grupo iria encerrar as atividades porque precisava descansar as cordas vocais comprometidas dele. O resto da banda, particularmente McCoy e Towns não ficaram contentes com a repentina dissolução, logo após o sucesso de Magic, e processaram o vocalista por direitos autorais.

### Black Sabbath
No ano de 1983, o empresário Don Arden convidou o cantor para reunir-se com Tony Iommi, Geezer Butler e Bill Ward, membros-fundadores do Black Sabbath, para formar um supergrupo. Embora os integrantes tivessem ressalvas, em 6 de abril de 1983, Gillan foi anunciado oficialmente para substituir o Ronnie James Dio. A banda gravou Born Again no Manor Studios, em Oxfordshire. Citando problemas de saúde, Ward decidira não acompanhar os outros membros durante a próxima turnê, e foi substituído pelo Bev Bevan.
Como novo integrante, o vocalista fora obrigado a aprender o antigo repertório do grupo, entretanto teve dificuldade em memorizar as letras. No fim, veio com uma solução de escrevê-las em uma pasta de acrílico, e colocá-la no chão do palco, virando as páginas com os pés. Contudo, o gelo seco impossibilitou-o de lê-las, simultaneamente resultando no público entrevê-lo, enquanto o Ian espionara sobre o microfone para cantar algumas letras, e posteriormente desaparecia abaixo do nevoeiro para verificar o próximo set. Além do material de Born Again e as canções mais antigas, performavam frequentemente "Smoke on the Water" como um bis. Gillan concluíra que não poderia ter um papel a longo prazo como vocalista da banda e deixou-a após a segunda parte da turnê norte-americana.

### Reunião com Deep Purple (1984–89 e 1992–presente)

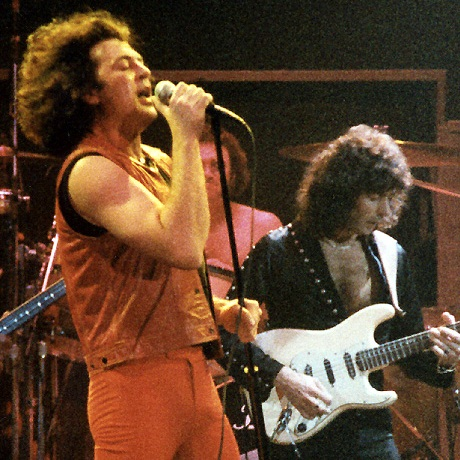
Gillan em concerto com o Deep Purple no Cow Palace, São Francisco, 1985

Depois de sair do Black Sabbath, o cantor reuniu-se com o Deep Purple em abril de 1984, sendo anunciado oficialmente o retorno no programa de rádio do Tommy Vance. O grupo ensaiara em Stowe e gravou Perfect Strangers, seguido por uma turnê bem-sucedida pelos Estados Unidos. Um outro disco de estúdio, The House of Blue Light, foi lançado em 1987, entretanto Ian estava preocupado com os últimos resultados, dizendo: "Há algo faltando no álbum como todo. Não consigo sentir a alma da banda." Posteriormente foi lançado o registro ao vivo Nobody's Perfect em 1988. O material também contou com uma regravação em estúdio da canção "Hush" de 1968, com Gillan nos vocais, para celebrar o vigésimo aniversário do grupo (a versão original tinha sido cantada pelo Rod Evans). Em seguida, o vocalista comentou que o álbum era "a personificação de todas as coisas erradas com Purple".
Formou um projeto paralelo ao lado do Glover, compondo e gravando canções das quais não encaixavam-se no estilo hard rock instituído pelo Deep Purple, resultando no Accidentally on Purpose. Por volta de 1989, ressurgiram os desentendimentos entre ele e Blackmore, em decorrência do grande entusiasmo do vocalista pela turnê e às suas diferenças musicais (a canção "Mitzi Dupree" é uma demo original de The House of Blue Light pois o guitarrista recusou-se a regravá-la). Isso culminou no Ritchie convocando uma sessão de ensaio sem Gillan. Depois de uma amarga discussão, Glover disse: "Ian, você foi longe demais desta vez", e o cantor foi demitido.
Enquanto isso, formou uma nova "versão" de Garth Rockett and the Moonshiners, com o tecladista Tommy Eyre, o baixista Chris Glen, o baterista Ted McKenna, e os guitarristas Mick O'Donoghue e Steve Morris. Apresentava-se com frequência em 1989 e gravou o Naked Thunder. Posteriormente o vocalista expressou sua insatisfação com o álbum, chamando-o de "um zumbido de mudo". Durante esse tempo, também participou em uma regravação de "Smoke on the Water" com o Rock Aid Armenia, projeto composto por ele, Bryan Adams, Tony Iommi, David Gilmour, Roger Taylor, Brian May, Bruce Dickinson e Paul Rodgers, como registro de ajuda humanitária à Armênia, após o recente sismo nesse país. Continuou a excursionar com seu conjunto solo, embora com diversas mudanças de formação durante as apresentações na Europa, Rússia e nos Estados Unidos, e ainda tivesse lançado Toolbox em 1991.
A pedido de Glover, Lord e Paice que desejavam-no de volta ao Deep Purple para a turnê do 25.º aniversário, Gillan retornou à banda para gravar o The Battle Rages On em 1992. O cantor estava descontente com o trabalho feito, o qual já tinha sido parcialmente finalizado pelo Joe Lynn Turner, e somente fora requisitado a escrever novas letras e refazer as melodias vocais, provocando previsivelmente críticas do Blackmore. O guitarrista saiu do grupo, após a turnê europeia para promover o álbum em 1993. Posteriormente os dois músicos reconciliaram a relação entre eles.

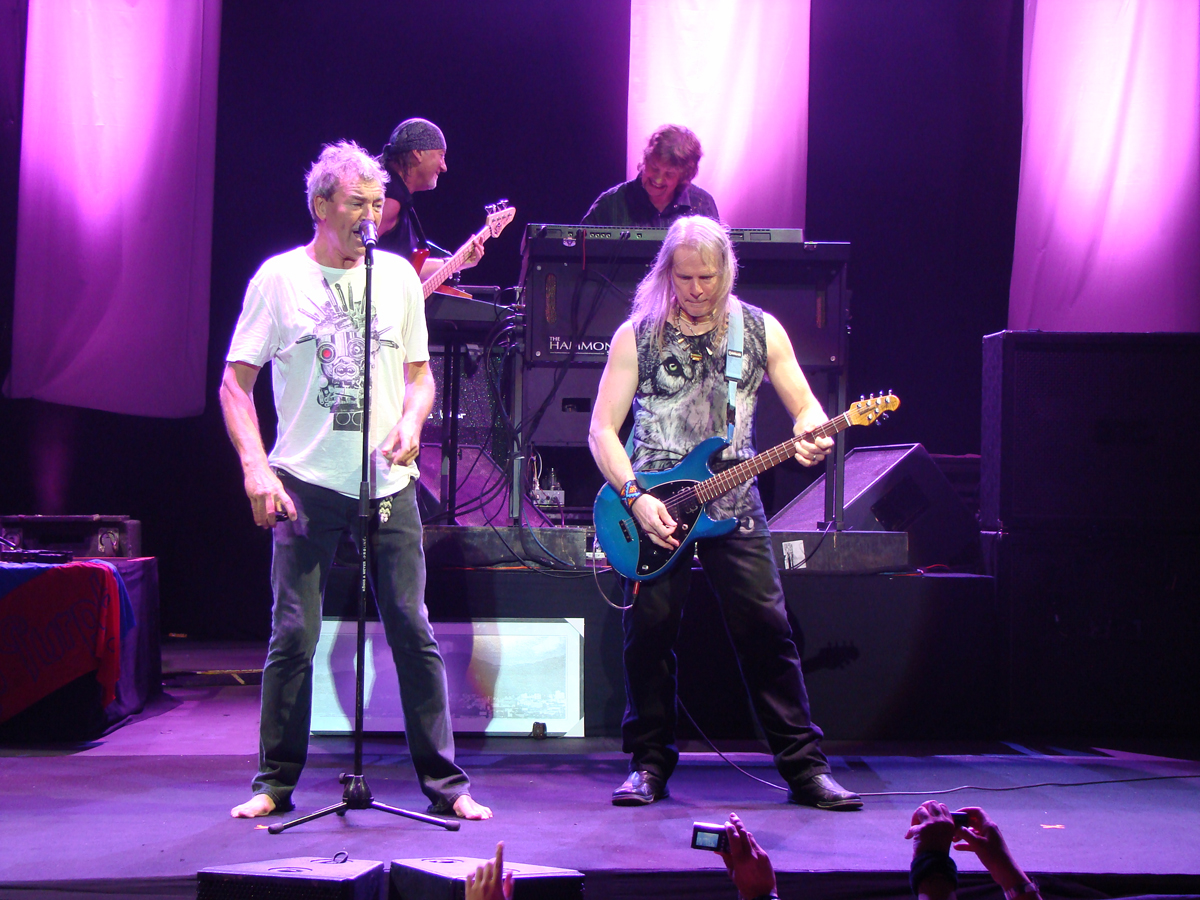
Gillan com os colegas de banda Roger Glover, Don Airey e Steve Morse

O vocalista estava entusiasmado em continuar na banda após a saída de Blackmore, e depois de um breve período com o Joe Satriani, o quinteto contratou o Steve Morse, ex-integrante do Dixie Dregs e do Kansas. Ian ficou ansioso para fazer modificações no set list imediatamente, adicionando, até então, raramente tocado "Maybe I'm a Leo" (homenagem ao signo do músico) e "When A Blind Man Cries", cujo último tornou-se, desde então, uma das principais faixas nos concertos. O cantor disse que o primeiro álbum com Morse, Purpendicular, "foi um disco bastante importante para o Deep Purple, o qual, sem isso, outros materiais não poderiam ter sido possíveis". O quinteto lançou Abandon em 1998.
Gillan expressa o interesse especial às letras, considerando como seu principal papel de composição dentro da banda. Discutindo a importância delas, ele disse: "As letras precisam soar bem. Elas têm que parecer como um instrumento, devem possuir o valor percussivo adequado." Descreveu o álbum Bananas de 2003, como "essencialmente político". Permanece como vocalista do quinteto, embora tenha encontrado mais repercussão em turnês do que gravando discos, nos quais Rapture of the Deep (2006), Now What?! (2013), Infinite (2017) e Whoosh! (2020) são os últimos lançamentos desde então. O grupo, incluído o cantor, foi introduzido ao Rock and Roll Hall of Fame pelo Lars Ulrich em 2016.

### Recentes atividades solo
No dia 31 de março de 2006, performou no concerto tributo ao Tommy Vance em Londres, ao lado do Roger Glover, Steve Morris, Dean Howard, Michael Lee Jackson, Harry James, Sim Jones e Richard Cottle. No mês seguinte, lançou Gillan's Inn, um box para documentar os quarenta anos de carreira. Tony Iommi, Joe Satriani, Janick Gers, Joe Elliott, além dos atuais e ex-integrantes do Deep Purple, como Jon Lord e Steve Morse participaram do CD e DVD. O material inclui regravações de faixas das bandas nas quais o vocalista integrou e da carreira solo.

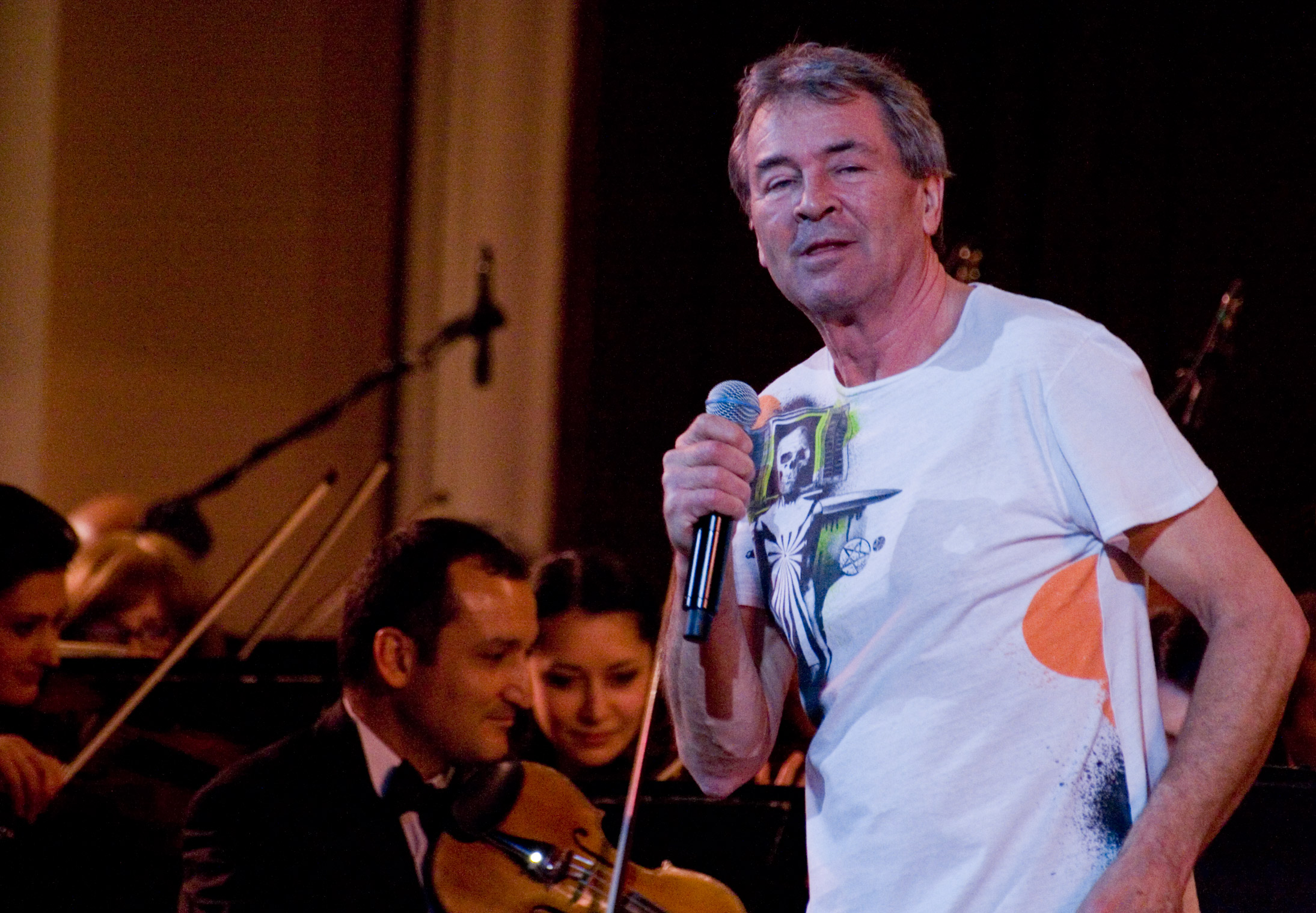
Gillan com a Orquestra Filarmônica Armeniana, 26 de março de 2010

Fez os vocais da canção "Eternity" do jogo eletrônico Blue Dragon, composta pelo Nobuo Uematsu. Performou em algumas faixas de Danger. White Men Dancing do grupo Jon Lord & Hoochie Coochie Men, lançado no fim de 2007. Foi seguido em 2008 pelo registro duplo ao vivo Live in Anaheim, tocando canções clássicas do cantor e do Deep Purple, e diversas raridades. O vocalista apresentou-se no concerto póstumo ao Jeff Healey em Toronto no dia 3 de maio de 2008. Lançou o álbum One Eye to Morocco em março de 2009. Na década de 2010, performou ocasionalmente com orquestras na Europa, incluindo rearranjos de canções do Deep Purple.

### WhoCares
Gillan expressou sua afeição especial pela Armênia e mantém a popularidade nela desde 1989, as quais levaram-no a formar o supergrupo WhoCares como projeto paralelo. Em 2 de outubro de 2009, celebrando o vigésimo aniversário do Rock Aid Armenia, o vocalista, juntamente com o Tony Iommi e outros músicos foram recebidos pelo primeiro-ministro do país que condecorou-os com a Ordem de Honra da república. Nos dias 26 e 27 de março de 2010, o cantor apresentou-se com a Orquestra Filarmônica Armeniana em Erevan. No mesmo ano reuniu-se com o Iommi, Nicko McBrain, Jon Lord, Mikko Lindström e Jason Newsted para gravar a canção "Out of my Mind", a qual foi lançada em 2011, visando ao auxílio na construção da escola de música em Guiumri.
Retornando em um voo de Erevan, Ian e Tony decidiram formar o projeto WhoCares, dedicado a arrecadar fundos para causas específicas. No dia 20 de setembro de 2013, o vocalista participou na inauguração do Octet School of Music em Guiumri. Foi nomeado pela diocese oriental da Igreja Armênia da América como "Amigo dos Armênios" em 2014 e agraciado com o prêmio na 112.ª Assembleia Diocesana em Nova Iorque.

## Técnica vocal
Gillan possui uma extensão vocal potente, conhecido por seus gritos agudos à banshee.

## Vida pessoal
O cantor teve um relacionamento com a Zoe Dean de 1969 a 1978. Ambos conheciam-se desde a época no Episode Six. Ian casou-se com a sua namorada Bron em 1984. A filha deles, Grace, é vocalista da banda Papa LeGal. O vocalista vive próximo de Lyme Regis e possui residência em Portugal.
É um grande fã de futebol, torcendo pelo Queens Park Rangers, além de também curtir críquete.

## Discografia
| com Deep Purple - Concerto for Group and Orchestra (1969) - Deep Purple in Rock (1970) - Fireball (1971) - Machine Head (1972) - Made in Japan (1972) - Who Do We Think We Are (1973) - Perfect Strangers (1984) - The House of Blue Light (1987) - The Battle Rages On (1993) - Purpendicular (1996) - Abandon (1998) - Bananas (2003) - Rapture of the Deep (2005) - Now What?! (2013) - Infinite (2017) - Whoosh! (2020) com Black Sabbath - Born Again (1983) | com Ian Gillan Band e Gillan - Child in Time (1976) - Clear Air Turbulence (1977) - Scarabus (1977) - Gillan (1978) - Mr. Universe (1979) - Glory Road (1980) - Future Shock (1981) - Double Trouble (ao vivo) (1981) - Magic (1982) solo - Accidentally on Purpose (1988, com Roger Glover) - Naked Thunder (1990) - Toolbox (1991) - Dreamcatcher (1997) - Gillan's Inn (2006) - Live in Anaheim (2008) - One Eye to Morocco (2009) com WhoCares - Ian Gillan & Tony Iommi: WhoCares (2012) |